# Wietze
Wietze è un comune di 8.139 abitanti della Bassa Sassonia, in Germania.
Appartiene al circondario (Landkreis) di Celle (targa CE).